# Lypha triangulifera
Lypha triangulifera är en tvåvingeart som först beskrevs av Jacobs 1900.  Lypha triangulifera ingår i släktet Lypha och familjen parasitflugor. Inga underarter finns listade i Catalogue of Life.